# Embryon griseovillosum
Embryon griseovillosum là một loài bọ cánh cứng trong họ Cerambycidae.